# Giovanni van Bronckhorst
Giovanni Christiaan „Gio“ van Bronckhorst (* 5. Februar 1975 in Rotterdam, Niederlande) ist ein ehemaliger niederländischer Fußballspieler und heutiger -trainer mit molukkisch-indonesischen Wurzeln.
Van Bronckhorst wurde im Mittelfeld und als Linksverteidiger eingesetzt und war Kapitän von Feyenoord Rotterdam und der niederländischen Nationalmannschaft, welche er in seinem letzten Turnier ins Finale der Weltmeisterschaft 2010 in Südafrika führte. Seit seiner Zeit beim FC Barcelona wird er kurz Gio gerufen.

## Verein

### Anfänge in der Eredivisie
Van Bronckhorst kam als Kind von LMO Rotterdam zu Feyenoord, wo er in den folgenden elf Jahren alle Jugendmannschaften durchlief. Hier erhielt er mit 18 Jahren beim amtierenden Meister 1993 auch seinen ersten Profivertrag. In seiner ersten Saison kam er jedoch nicht zum Zuge und wurde zum Ligakonkurrenten RKC Waalwijk ausgeliehen, wohin auch bereits der Rotterdamer Alfred Schreuder vor der Saison gewechselt war. Van Bronckhorst machte in der Rückrunde zwölf Spiele – teils offensiv auf der linken Seite, teils zentral im Mittelfeld – für den Abstiegskandidaten, in denen er zwei Tore erzielte; das Team konnte in der Relegation die Klasse halten. Van Bronckhorsts Leistungen überzeugten die Verantwortlichen bei Feyenoord, ihn zurückzuholen.
Am 21. September 1994 stand er beim 4:0-Sieg in Heerenveen im linken Mittelfeld neben Henrik Larsson, Regi Blinker, Henk Fraser und Routinier Arnold Scholten erstmals im rot-weißen Trikot der Rotterdamer auf dem Platz. Am Ende der Saison 1994/95 konnte er mit Feyenoord, seinerzeit trainiert von Willem van Hanegem, seinen ersten Titel feiern, den Gewinn des KNVB-Pokals. Im folgenden Jahr avancierte er zum Stammspieler in der Liga und konnte im Europapokalwettbewerb in sieben Spielen – darunter gegen Borussia Mönchengladbach und beim Aus im Halbfinale gegen SK Rapid Wien – erste internationale Erfahrung sammeln. Doch unter van Hanegem und seinen Nachfolgern Arie Haan und Leo Beenhakker gewann van Bronckhorst mit Feyenoord in den folgenden zwei Jahren keinen weiteren Titel. In der Saison 1996/97 erreichten die Rotterdamer mit dem zweiten Eredivisie-Platz die Champions-League-Qualifikation. Sie scheiterten in der Gruppenphase an Manchester United und dem späteren Finalisten Juventus Turin, den sie in De Kuip jedoch mit 2:0 besiegen konnten.

### Erfolge und Rückschläge in Großbritannien
Zur Saison 1998/99 wechselte van Bronckhorst – gemeinsam mit seinem Nationalmannschaftskameraden Arthur Numan von PSV – zum schottischen Spitzenklub Rangers FC nach Glasgow, wo ihr Landsmann Dick Advocaat gerade das Traineramt übernommen hatte. Die Investitionen von Stahlmagnat und Rangers-Boss David Murray zahlten sich zunächst aus: Der Club eroberte in der Saison 1998/99 die schottische Meisterschaft vom Lokalrivalen Celtic FC zurück und gewann mit Pokal und Ligapokal das Triple, in der folgenden Spielzeit das Double aus Meisterschaft und Pokal. Auch in den europäischen Wettbewerben spielten die Rangers zunächst besser auf als in den Spielzeiten zuvor.
Nach der Saison 2000/01 standen sie jedoch am Saisonende ohne Titel da; van Bronckhorst wechselte zum englischen Vizemeister FC Arsenal nach London, wo Arsène Wenger gerade die Mannschaft umbaute. Hier sollte er im Mittelfeld Emmanuel Petit ersetzen, hatte jedoch mit Sylvain Wiltord, Freddie Ljungberg, Ray Parlour und in der folgenden Saison Eduardo César Gaspar und Gilberto Silva starke Konkurrenz. Eine Knieverletzung warf ihn zurück, so dass er bei den Engländern nie richtig zum Zuge kam. Dennoch hatte auch er seinen Anteil am Double des FC Arsenal 2002 und dem Pokalsieg 2003.

### Zeit beim FC Barcelona
Zur Saison 2003/04 wechselte van Bronckhorst in die Primera División zum FC Barcelona, wo sein ehemaliger Bondscoach Frank Rijkaard das Traineramt übernommen hatte. Bei Rijkaard hatte er in der Nationalmannschaft bereits links in der Verteidigung gespielt; diese Rolle übernahm er nun auch bei den Katalanen in einer Abwehr, in der zu dieser Zeit unter Anderen auch Carles Puyol, Phillip Cocu, Rafael Márquez und Michael Reiziger spielten. Da für Spanier und Katalanen „van Bronckhorst“ schlichtweg unaussprechlich war, erhielt er einen neuen Namen – als Gio, der Abkürzung seines Vornamens, erklomm er den Gipfel seines fußballerischen Schaffens. Die niederländische Fraktion – außer Gio, Cocu, Reiziger und Trainer Rijkaard waren das in der Saison 2003/04 noch Patrick Kluivert, Marc Overmars und Edgar Davids, später auch Mark van Bommel – und Weltklassespieler wie Ronaldinho und nach 2004 Samuel Eto’o, Deco oder Ludovic Giuly führten Barça zurück an die Spitze des spanischen und europäischen Fußballs. Nach dem zweiten Platz 2004 wurde das Team 2005 und 2006 Spanischer Meister, dazu kam der Champions-League-Sieg 2006.

### Ausklang beim Stammverein
Zur Saison 2007/08 ging er zurück zu Feyenoord, wo er von der Position des Linksverteidigers – die der von AZ gleichzeitig gewechselte Tim de Cler übernahm – wieder ins Mittelfeld wechselte. Mit den Rotterdamern konnte er 2008 noch einmal den KNVB-Pokal gewinnen. Obwohl er nur noch in der Nationalmannschaft als Linksverteidiger auflief, wählte ihn sein ehemaliger Barceloneser Mannschaftskamerad Lionel Messi Anfang 2009 auf dieser Position als „besten linken Verteidiger der Welt“ in seine fiktive Weltauswahl.
Nach der WM 2010 beendete er seine Karriere.

## Nationalmannschaft (1996–2010)
Bondscoach Guus Hiddink berief den jungen Feyenoord-Spieler 1996 erstmals in die niederländische Nationalmannschaft. Auch hier machte er die ersten Partien als Mittelfeldspieler. Sein Debüt im Oranje-Dress gab er bei einem Freundschaftsspiel gegen Weltmeister Brasilien am 31. August 1996 in Amsterdam; wie van Bronckhorst machte – zwischen Routiniers wie Frank und Ronald de Boer und Dennis Bergkamp – auch sein Vereinskamerad Jean-Paul van Gastel sein erstes Länderspiel (dieser wurde eine Viertelstunde vor Schluss eingewechselt und machte per Elfmeter in der Schlussminute sein erstes Tor zum 2:2-Endergebnis), Jaap Stam war zum zweiten Mal in der Formation. Ein Jahr später erzielte er am 4. September 1997 sein erstes Tor in der Nationalmannschaft, die 1:0-Führung im Freundschaftsspiel in Johannesburg gegen Südafrika (das Tor zum 2:0-Endstand erzielte erneut van Gastel). Als Ergänzungsspieler war er auch in der WM-Qualifikation dabei und gehörte zum WM-Kader, kam jedoch bei der Endrunde in Frankreich nicht zum Einsatz. Sein einziges Länderspiel im Jahr 1998 war eine Einwechslung beim 1:1-Remis am 18. November im Gelsenkirchener Parkstadion gegen Deutschland.
In seinem zehnten Länderspiel stellte ihn Bundestrainer Frank Rijkaard erstmals als Linksverteidiger in die Startformation, kurioserweise erneut bei einem 2:2 in einem Freundschaftsspiel gegen Brasilien. Auf der Position, die bis einschließlich des WM-Turniers Stammplatz seines Rangers-Vereinskameraden Arthur Numan gewesen war, blieb er nun in Oranje und war auch bei der EM 2000 erste Wahl, Numan vertrat ihn, als er wegen Gelbsperre pausieren musste. Nach der verpatzten Qualifikation zur WM 2002, in der er nur an vier der zehn Spiele teilnahm und gegen Irland ein Tor erzielte, pausierte van Bronckhorst verletzungsbedingt auch in der Nationalmannschaft ein Jahr lang. Mit einem Paukenschlag gab er sein Comeback am 12. Februar 2003 in der Amsterdam Arena. Im Freundschaftsspiel gegen Argentinien wurde er in der 71. Minute für Mark van Bommel eingewechselt, erzielte mit einem Schuss aus etwa 18 Metern in der 87. Minute den einzigen Treffer des Spiels und sicherte der Nationalmannschaft den Rekord von sieben Siegen in Folge.
Vier Jahre später bestritt er alle fünf Partien der Europameisterschaft, darunter das mitreißende 2:3 gegen Tschechien nach 2:0-Führung und das Remis gegen Deutschland, über die volle Distanz. Bei der WM 2006 war er ebenfalls in allen Partien auf dem Platz, musste jedoch im verlorenen Achtelfinale gegen Portugal kurz vor Schluss nach einer gelbroten Karte auf die Bank. In der EM-Qualifikation machte er sein viertes Tor in Oranje, erneut einen spielentscheidenden Treffer: gegen Slowenien spielte er im Mittelfeld und erzielte in der 86. Minute den 1:0-Siegtreffer. Auch bei der EM 2008 gehörte er zum Kader der Elftal, wurde in drei Spielen eingesetzt und erzielte ein Tor beim 3:0-Sieg über Italien. Bondscoach Bert van Marwijk berief den mit 97 Länderspieleinsätzen erfahrensten aktiven Spieler der Niederlande im Mai 2010 auch in seinen 30er-Kader für die Weltmeisterschaft 2010. Seit 2007 vertrat van Bronckhorst Edwin van der Sar bei dessen Abwesenheit als Mannschaftskapitän, nach dessen Rücktritt 2008 übernahm er die Kapitänsbinde. Bei der Weltmeisterschaft erreichte die niederländische Mannschaft unter van Bronckhorsts Führung das Finale. Dort unterlag das Team erst in der Verlängerung gegen Spanien mit 0:1. Van Bronckhorst wurde in der 105. Minute für Edson Braafheid ausgewechselt, es war das letzte Spiel seiner Karriere. Für den WM-Erfolg 2010 wurde er nach dem Turnier von Königin Beatrix zum Ritter geschlagen.

## Karriere als Trainer
Im Anschluss an seine Laufbahn als Spieler wurde van Bronckhorst Trainer bei Feyenoord. Zur Saison 2015/16 übernahm er schließlich die erste Mannschaft. Gleich in seiner ersten Saison wurde er mit den Hafenstädtern Pokalsieger, zwei Spielzeiten später holte Rotterdam das Double aus Meisterschaft und Pokal.
Zum 1. Juni 2019 folgte ihm Jaap Stam im Amt des Cheftrainers.
Am 18. November 2021 bestätigten die Glasgow Rangers die Verpflichtung ihres ehemaligen Spielers als neuen Cheftrainer. Van Bronckhorst führte das Team zum Gewinn des Scottish FA Cup 2021/22 (2:0 n. V. gegen Heart of Midlothian) und nach Siegen über Borussia Dortmund, FK Roter Stern Belgrad, Sporting Braga und RB Leipzig in das Finale um die UEFA Europa League 2021/22 (5:6 n. E. gegen Eintracht Frankfurt). Zu Beginn der Folgesaison gelang die Qualifikation für die Gruppenphase der UEFA Champions League 2022/23, die das Team aber ohne Punktgewinn und mit einer Tordifferenz von −20 abschloss und damit einen neuen Negativrekord aufstellte. Nachdem kurz vor der WM-bedingten Winterpause durch eine Niederlage gegen den FC St. Johnstone sowie Unentschieden gegen FC St. Mirren und FC Livingston der Rückstand in der Meisterschaft auf den Rivalen Celtic Glasgow auf neun Punkte angewachsen war, wurden er und sein Trainerstab im November 2022 entlassen.
Zur Saison 2024/25 wurde van Bronckhorst Cheftrainer beim türkischen Erstligisten Beşiktaş Istanbul, wo er auf Tabellenplatz fünf liegend, am 30. November 2024 entlassen wurde.
Seit der Saison 2025/26 ist van Bronckhorst Co-Trainer von Arne Slot beim FC Liverpool.

## Auszeichnungen
- 2010 wurde er in Rotterdam neben der Triathletin Yvonne van Vlerken zum „Sportler des Jahres“ gewählt
- Ritter des Ordens von Oranien-Nassau als Kapitän des Vizeweltmeisters 2010

## Erfolge

### Als Spieler
- Niederländischer Pokalsieger: 1994/95, 2007/08
- Schottischer Meister: 1998/99, 1999/2000
- Schottischer Pokalsieger: 1998/99, 1999/2000
- Schottischer Ligapokalsieger: 1998/99
- Englischer Meister: 2001/02
- Englischer Pokalsieger: 2001/02, 2002/03
- Englischer Supercupsieger: 2002
- Spanischer Meister: 2004/05, 2005/06
- Spanischer Supercupsieger: 2005, 2006
- Trofeo Ramón de Carranza: 2005
- UEFA-Champions-League-Sieger: 2005/06
- Vize-Weltmeister: 2010

### Als Trainer
- Niederländischer Meister: 2016/17
- Niederländischer Pokalsieger: 2015/16, 2017/18
- Schottischer Pokalsieger: 2021/22
- UEFA-Europa-League-Finalist: 2021/22
- Türkischer Supercupsieger: 2024